# 三重県道767号種生奥鹿野線
三重県道767号種生奥鹿野線（みえけんどう767ごう たなおおくがのせん）は、三重県伊賀市種生から同市奥鹿野に至る一般県道である。

## 概要
伊賀市の山間部、青山高原の西側に点在する集落を結ぶ県道。全区間舗装はされているものの道幅はかなり狭く、一車線分に満たない幅員個所が多い。

### 路線データ
- 陸上距離：7,373m
- 起点：三重県伊賀市種生（三重県道29号松阪青山線交点）
- 終点：三重県伊賀市奥鹿野（国道165号交点）

## 重複区間
- 三重県道670号城立青山線（三重県伊賀市奥鹿野）

## 地理

### 通過する自治体
- 三重県
  - 伊賀市

### 交差している道路
- 三重県道29号松阪青山線：起点
- 三重県道670号城立青山線：伊賀市奥鹿野
- 国道165号：終点